# Puchar Polski (województwo lubelskie) w piłce nożnej mężczyzn (2024/2025)
W sezonie 2024/2025 Puchar Polski na szczeblu województwa lubelskiego składał się z dwóch rund, z udziałem czterech zespołów – zwycięzców pucharów okręgowych: 
- Podlasie Biała Podlaska (OPP Biała Podlaska 2024/2025[1])
- Start Krasnystaw (OPP Chełm 2024/2025[2])
- Avia Świdnik (OPP Lublin 2024/2025[3])
- Łada Biłgoraj (OPP Zamość 2024/2025[4])

Rozgrywki miały na celu wyłonienie zwycięzcy wojewódzkiego Pucharu Polski i uczestnika Pucharu Polski na szczeblu centralnym w sezonie 2025/2026, którym została Avia Świdnik.

## 1/2 finału
| 28 maja 2025 | Łada Biłgoraj          | 1:0 (pd.) | Start Krasnystaw |  |
| 17:00        | Bohdan Krywołapow 115' | (0:0)     |                  |  |

| 4 czerwca 2025 | Podlasie Biała Podlaska | 1:3   | Avia Świdnik                                                           |  |
| 18:00          | Damian Lepiarz 63'      | (0:1) | 21' Wojciech Kalinowski · 51' Adrian Paluchowski · 57' Andrij Remeniuk |  |

## Finał
| 11 czerwca 2025 | Łada Biłgoraj       | 1:3   | Avia Świdnik                                |  |
| 18:00           | Wojciech Białek 65' | (0:2) | 12' Paweł Uliczny · 24', 55' Patryk Małecki |  |